# Vadesi
Vadesi (łac. Diocesis Vadesitanus) – stolica historycznej diecezji w Cesarstwie rzymskim w prowincji Numidia zlikwidowana w VII w. podczas ekspansji islamskiej, współcześnie w północnej Algierii. Obecnie katolickie biskupstwo tytularne. 

## Biskupi tytularni
| Lp. | Biskup                           | Funkcja                                                         | Od                   | Do               |
| --- | -------------------------------- | --------------------------------------------------------------- | -------------------- | ---------------- |
| 1   | Manuel Martín del Campo Padilla  | biskup koadiutor León (Meksyk)                                  | 10 czerwca 1965      | 7 lutego 1970    |
| 2   | François Xavier Nguyễn Văn Thuận | biskup koadiutor Ho Chi Minh (Wietnam) urzędnik Kurii Rzymskiej | 24 kwietnia 1975     | 21 lutego 2001   |
| 3   | Guillermo Afable                 | biskup pomocniczy Davao (Filipiny)                              | 21 kwietnia 2001     | 24 kwietnia 2002 |
| 4   | Lucas Kim Woon-hoe               | biskup pomocniczy Seulu (Korea Południowa)                      | 12 października 2002 | 28 stycznia 2010 |
| 5   | Adolfo Miguel Castaño Fonseca    | biskup pomocniczy Miasta Meksyk                                 | 22 czerwca 2010      | 28 września 2019 |
| 6   | Albert Bahhuth                   | biskup pomocniczy Los Angeles (USA)                             | 18 lipca 2023        |                  |